# Agence France-Presse
Agence France-Presse (AFP) – francuska agencja prasowa z siedzibą w Paryżu, nazwana AFP w 1944, kontynuatorka założonej w 1835 agencji Havas: Agence des feuilles politiques, correspondance générale – najstarsza światowa agencja informacyjna.

## Historia
Formalnie AFP została utworzona dekretem z dnia 30 września 1944, który na mocy prowizorycznego statutu umiejscawiał ją pod opieką ministra informacji. Rząd mianował dyrektora generalnego, a dotacje rządowe stanowiły podstawę działalności. Dopiero później agencja stała się organizmem autonomicznym wyposażonym w osobowość cywilną. Funkcjonowanie odbywa się o zasady komercyjne. Nie wolno było podporządkowywać ścisłości i obiektywizmu informacji jakimkolwiek wpływom politycznym, ideologicznym lub ekonomicznym.

## Organizacja
Od 2010 prezesem AFP jest Emmanuel Hoog, który wcześniej przez 9 lat kierował Francuskim Instytutem ds. Audiowizualnych (INA), a w latach 2001–2005 był członkiem rady dyrektorów AFP.
AFP zatrudnia ponad 2 tys. osób, posiadających obywatelstwo 81 państw, w 165 krajach, z czego 1,1 tys. to dziennikarze i fotoreporterzy, a 900 pracuje za granicą. AFP posiada ok. 12,5 tys. odbiorców swoich usług: mediów, licznych instytucji finansowych i administracyjnych na całym świecie. Dzięki przekazowi satelitarnemu AFP przesyła codziennie od 400 tys. do 600 tys. słów w 6 językach: francuskim, angielskim, hiszpańskim, portugalskim, niemieckim i arabskim.
Serwis to: aktualne informacje, fotografie, infografiki, telematyka, banki danych, kroniki radiowe.
Ma 7 biur krajowych (Bordeaux, Lille, Lyon, Marsylia, Rennes, Strasburg, Tuluza), centra w Waszyngtonie, Hongkongu, Nikozji i Montevideo i 115 biur w innych krajach, w tym w Polsce. Jako agencja o zasięgu światowym publikuje serwisy informacyjne w sześciu językach (francuski, angielski, hiszpański, niemiecki, portugalski i arabski) dla ok. 12 tys. gazet, 100 agencji prasowych i kilkuset stacji radiowych i telewizyjnych na całym świecie.